# Anna Michailowna Pribylowa
Anna Michailowna Pribylowa (russisch Анна Михайловна Прибылова, engl. Transkription Anna Pribylova; * 18. Dezember 1997) ist eine russische Tennisspielerin.

## Karriere
Pribylova begann mit fünf Jahren das Tennisspielen und bevorzugt Hartplätze. Sie spielt vorrangig auf der ITF Women’s World Tennis Tour, wo sie bislang vier Titel im Doppel gewann.
Ihr bislang letztes internationale Turnier spielte Pribylowa im August 2021. Sie wird daher nicht mehr in der Weltrangliste geführt.

## Turniersiege

### Doppel
| Nr. | Datum             | Turnier         | Kategorie   | Belag     | Partnerin             | Finalgegnerinnen                               | Ergebnis          |
| --- | ----------------- | --------------- | ----------- | --------- | --------------------- | ---------------------------------------------- | ----------------- |
| 1.  | 13. Oktober 2018  | Aschkelon       | ITF $15.000 | Hartplatz | Anastassija Pribylowa | Dorka Drahota-Szabó Adrienn Nagy               | 7:5, 6:4          |
| 2.  | 20. Oktober 2018  | Ofakim          | ITF $15.000 | Hartplatz | Anastassija Pribylowa | Anna Jakowlewa Sadaf Tolibova                  | ohne Spiel        |
| 3.  | 22. Dezember 2018 | Antalya         | ITF $15.000 | Hartplatz | Anastassija Pribylowa | Jekaterina Wischnewskaja Angelina Schurawljowa | 6:75, 6:3, [10:7] |
| 4.  | 1. Juni 2019      | Montemor-o-Novo | ITF W15     | Hartplatz | Suzan Lamens          | Maria Inês Fonte Francisca Jorge               | 6:2, 2:6, [10:7]  |